# 원자력 규제 위원회

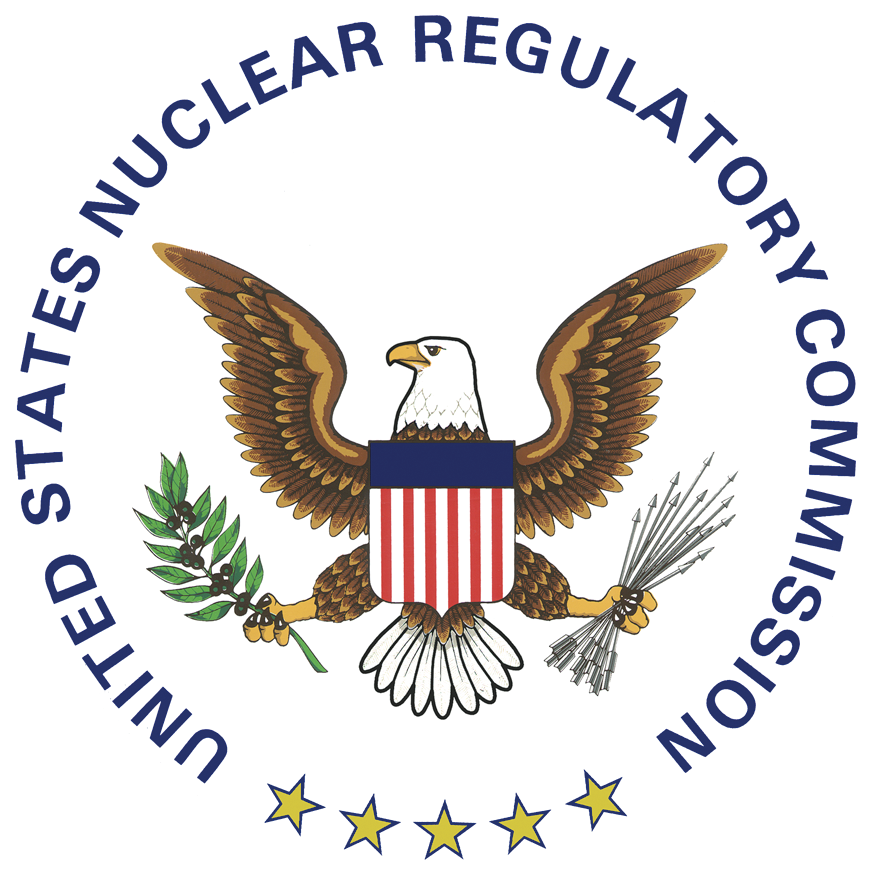

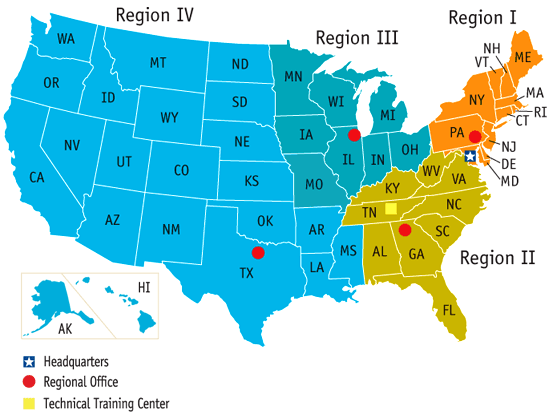
NRC 지도

원자력 규제 위원회(Nuclear Regulatory Commission, NRC)는 1974년 에너지기구개편법에 따라 설립된 미국 정부의 독립 기관의 하나이다. 1975년 1월 19일 처음 문을 열었다.

## 임무
NRC의 규제 임무는 세 가지 영역에 걸쳐있다:
- 원자로(Reactors): 전력 생산, 연구 및 실험을 위한 상업용 원자로
- 핵물질(Materials): 핵연료를 생산하는 의료, 산업, 학술 기관 내의 핵물질의 이용
- 핵폐기물(Waste): 핵물질의 이송, 저장, 폐기, 그리고 핵시설의 폐로

## 같이 보기
- 국제 원자력 기구
- 국제원자력규제자협의회